# Pavel Hlaváč
Pavel Hlaváč (* 1973) je český skibobista, dvojnásobný mistr světa a mistr České republiky z oddílu TJ Sokol Jablonec nad Jizerou.
Závodům v jízdě na skibobech se věnoval také jeho mladší bratr Štěpán Hlaváč (devítinásobný mistr světa) a jejich otec Pavel (trenér), z rodiny dále Dominik.

## Výsledky
- MS: 2× zlato ve slalomu
- MČR: zlato